# ولادیمیر تنف
ولادیمیر تنف (انگلیسی: Vladimir Tenev؛ زادهٔ ۱۹۸۷/۱۹۸۶) کارآفرین و سرمایه‌دار آمریکایی بلغاری‌تبار است، که در سال ۲۰۱۳ با مشارکت بایجو بهات، شرکت رابین‌هود مارکتس را راه‌اندازی کرد.